# El desarme
El desarme es una fiesta de interés turístico regional  que se celebra en la ciudad española de Oviedo, capital del Principado de Asturias.
Cada 19 de octubre sus restaurantes presentan el cartel anunciador: ¡Hay desarme!
La fiesta gastronómica ofrece invariablemente, en restaurantes y casas particulares, un menú formado por garbanzos con bacalao y espinacas, callos a la asturiana y arroz con leche

## La tradición gastronómica

### Origen

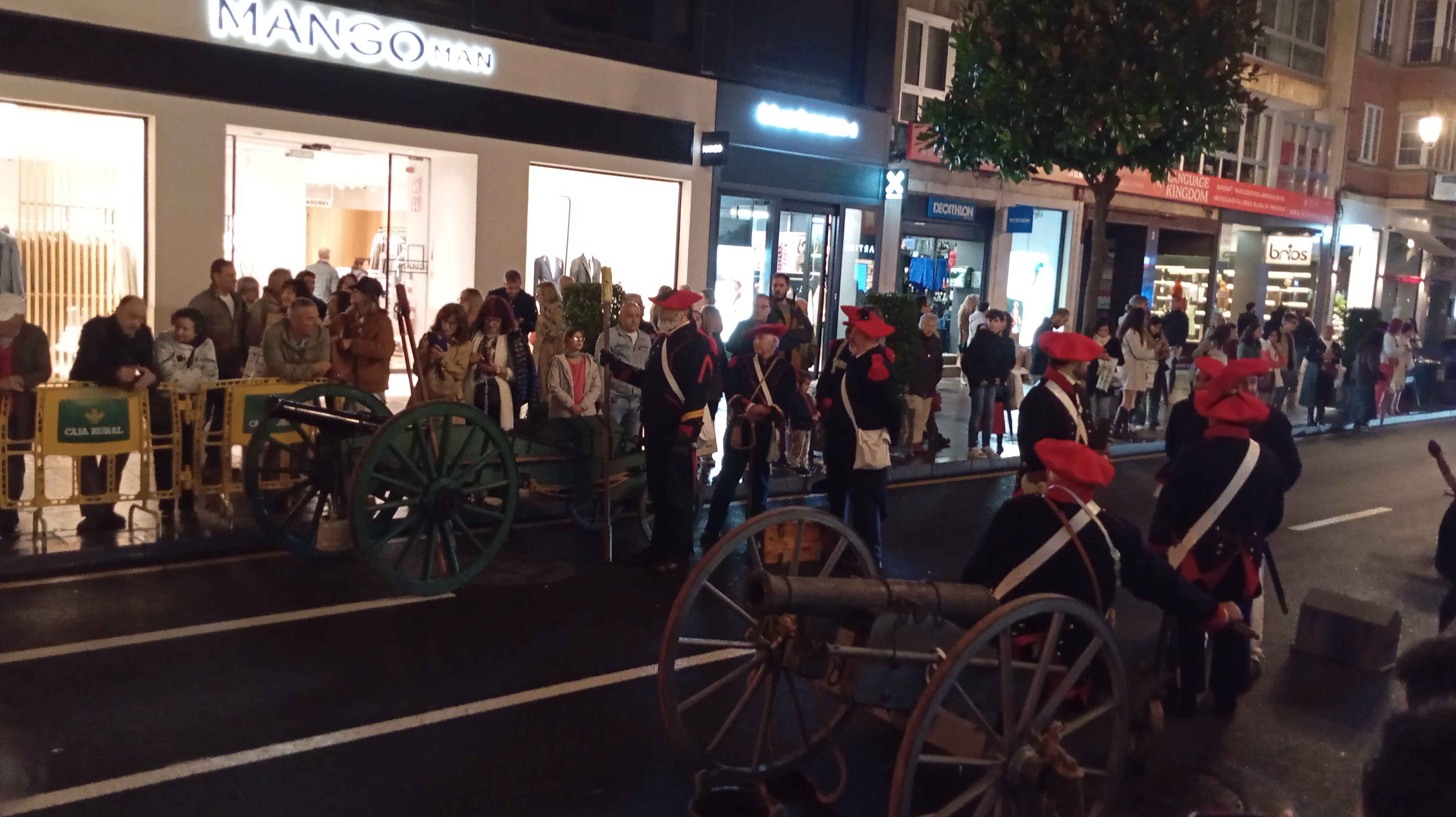
Cañones carlistas de bajo calibre, (Recreación histórica)

Tras la publicación de un estudio [¿cuál?] que explica el origen y la evolución de la efemérides se sabe que la costumbre de comer los garbanzos con bacalao procede del final de la contienda carlista (marzo de 1876), cuando para celebrar la paz y el desarme de la población se ofreció al ejército, pueblo, soldados heridos en los hospitales y enemigos en la cárcel un "rancho extraordinario" que, como se estaba en cuaresma, cambió las carnes y embutidos por el pescado. A finales del siglo XIX comenzó en Oviedo la costumbre de iniciar la temporada de callos el 19 de octubre (frente a otros lugares, que prefieren la festividad de San Martín, coincidiendo con la matanza), ofreciendo los locales de hostelería ambos platos, "desarme" (garbanzos con bacalao) y callos, que terminarán degustándose juntos.

### En la actualidad
Desde hace más de un siglo se celebra tradicionalmente en Oviedo el día 19 de octubre el Desarme. Invariablemente el menú está formado por garbanzos con bacalao y espinacas, callos y arroz con leche. Los restauradores ovetenses ofrecen ese día más de 20.000 menús en todos sus establecimientos. Ha habido iniciativas de extender el evento por diversos concejos del oriente y occidente asturiano, aunque la cita obligada es su cuna, la ciudad de Oviedo.
En el año 2012 nació la Cofradía del Desarme, cuyo objetivo es defender y proteger la costumbre gastronómica, así como difundirla y divulgarla.